# Rugby Europe U19 Championship 2012
El Rugby Europe U19 Championship del 2012 se disputó en Portugal y fue la sexta edición del torneo en categoría M19.
El campeón del torneo fue Portugal, quien clasificó al Trofeo Mundial de Rugby Juvenil 2013.

## Equipos participantes
- Selección juvenil de rugby de Bélgica
- Selección juvenil de rugby de España
- Selección juvenil de rugby de Georgia
- Selección juvenil de rugby de Portugal
- Selección juvenil de rugby de Rumania
- Selección juvenil de rugby de Rusia

## Posiciones

### Grupo A
| Pos. | Equipo  | Encuentros | Encuentros | Encuentros | Encuentros | Tantos  | Tantos    | Tantos     | Puntos |
| Pos. | Equipo  | jugados    | ganados    | empatados  | perdidos   | a favor | en contra | diferencia | Puntos |
| ---- | ------- | ---------- | ---------- | ---------- | ---------- | ------- | --------- | ---------- | ------ |
| 1    | Georgia | 2          | 2          | 0          | 0          | 51      | 24        | + 27       | 6      |
| 2    | España  | 2          | 1          | 0          | 1          | 29      | 41        | - 12       | 4      |
| 3    | Rumania | 2          | 0          | 0          | 2          | 21      | 36        | - 15       | 2      |

Nota: Se otorgan 3 puntos al equipo que gane un partido, 2 al que empate y 1 al que pierda
|  | Finalista |

| 27 de octubre | Georgia | 31 - 13 | España |  |  |

| 29 de octubre | España | 16 - 10 | Rumania |  |  |

| 31 de octubre | Georgia | 20 - 11 | Rumania |  |  |

### Grupo B
| Pos. | Equipo   | Encuentros | Encuentros | Encuentros | Encuentros | Tantos  | Tantos    | Tantos     | Puntos |
| Pos. | Equipo   | jugados    | ganados    | empatados  | perdidos   | a favor | en contra | diferencia | Puntos |
| ---- | -------- | ---------- | ---------- | ---------- | ---------- | ------- | --------- | ---------- | ------ |
| 1    | Portugal | 2          | 2          | 0          | 0          | 35      | 26        | + 9        | 6      |
| 2    | Bélgica  | 2          | 0          | 1          | 1          | 42      | 45        | - 3        | 3      |
| 3    | Rusia    | 2          | 0          | 1          | 1          | 32      | 38        | - 6        | 3      |

Nota: Se otorgan 3 puntos al equipo que gane un partido, 2 al que empate y 1 al que pierda
|  | Finalista |

| 27 de octubre | Portugal | 14 - 8 | Rusia |  |  |

| 29 de octubre | Bélgica | 24 - 24 | Rusia |  |  |

| 31 de octubre | Portugal | 21 - 18 | Bélgica |  |  |

### Quinto puesto
| 1 de noviembre | Rumania | 33 - 15 | Rusia |  |  |

### Tercer puesto
| 1 de noviembre | Bélgica | 23 - 20 | España |  |  |

### Final
| 3 de noviembre | Portugal | 23 - 10 | Georgia |  |  |

| Bandera de Portugal |
| Campeón Portugal    |
| Primer título       |